# Thomas Philibert
Thomas Philibert est un homme politique français né le 10 janvier 1743 à Saint-Julien-le-Montagnier (Var) et décédé le 19 octobre 1804 à Brignoles (Var).

## Biographie
Homme de loi, il est administrateur du département et député du Var de 1791 à 1792, siégeant avec la majorité. Il est sous-préfet de Brignoles de 1800 à 1804.